# Rhyacophila potteri
Rhyacophila potteri là một loài Trichoptera trong họ Rhyacophilidae. Chúng phân bố ở miền Tân bắc.